# Fernand Siré

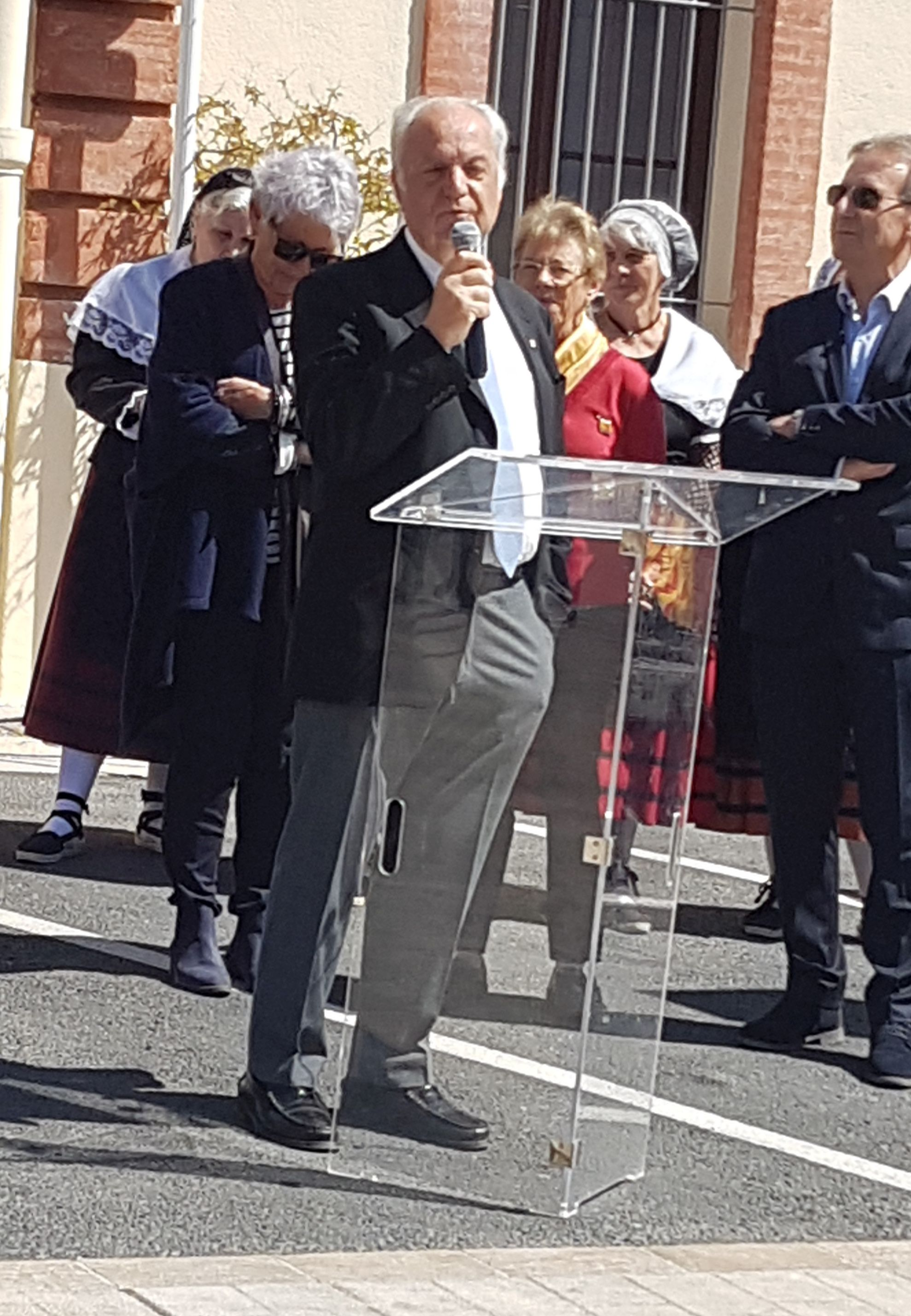
Fernand Siré

Fernand Siré (* 31. März 1945 in Saint-Laurent-de-la-Salanque) ist ein französischer Politiker (Les Républicains).

## Leben
Siré studierte Medizin in Montpellier und war als Allgemeinmediziner in Südfrankreich tätig. Vom 19. März 2001 bis 31. März 2014 war Siré Bürgermeister von Saint-Laurent-de-la-Salanque. Seit 2007 ist Siré Abgeordneter der Nationalversammlung.